# Charles Nessler
Charles Nessler (Todtnau, 2 mei 1872 - Harrington Park, 22 januari 1951), geboren als Karl Ludwig Nessler en ook bekend als Charles Nestle, was een in Duitsland geboren kapper, uitvinder en miljonair.

## Leven op het Europese vasteland

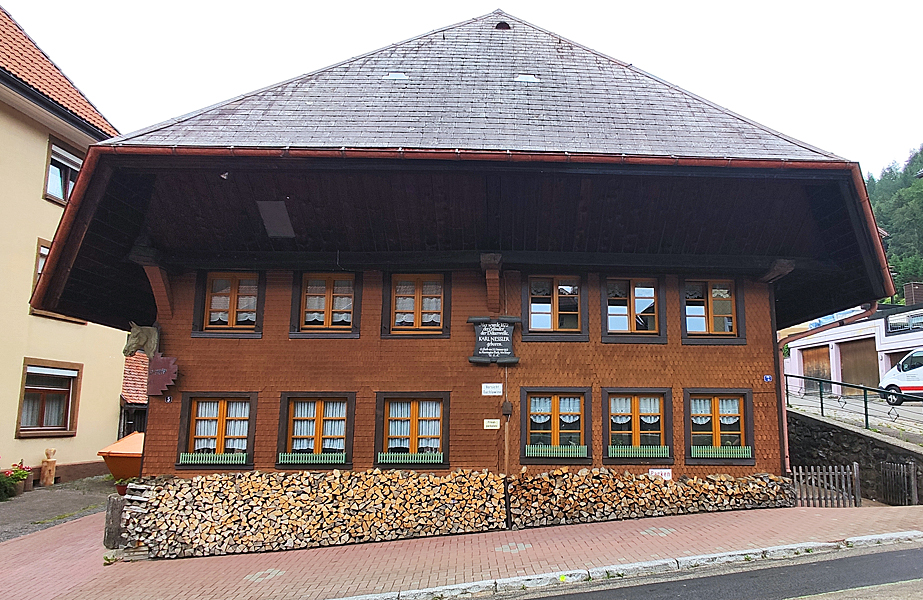
Nesslers geboortehuis in Todtnau

Nessler werd geboren in Duitsland, in het zuidelijk gelegen Todtnau. Hij was de zoon van Bartholomäus Nessler en Rosina Laitner. Nessler was al vroeg gefacineerd door haar en verschillende haarstructuren. Zijn overlijdensbericht in Time Magazine beweert zelfs dat hij als jonge jongen haarlokken van de meisjes uit zijn dorp stal uit fascinatie. Hij besloot in de leer te gaan bij een kapper in de nabijgelegen plaats Fahrnau, waar hij al na een paar maanden stopte. Hij deed verder in Bazel, Milaan en Genève ervaring op. Naast het knippen leerde hij hier tevens Italiaans en Frans. Hij begon in deze periode zijn naam te verfransen en begon de voornaam Charles en achternaam Nestle te gebruiken.
In Genève leert Nessler Katharina Laible kennen, zij werkt in dezelfde kapsalon als hij. Ze zou zijn latere vrouw worden en hij gebruikte haar haar om de uitvinding die later het permanent zou worden, op uit te testen. In 1901 trouwde Nessler met Laible. Ze woonden op dat moment al in Londen.

## Leven in Londen

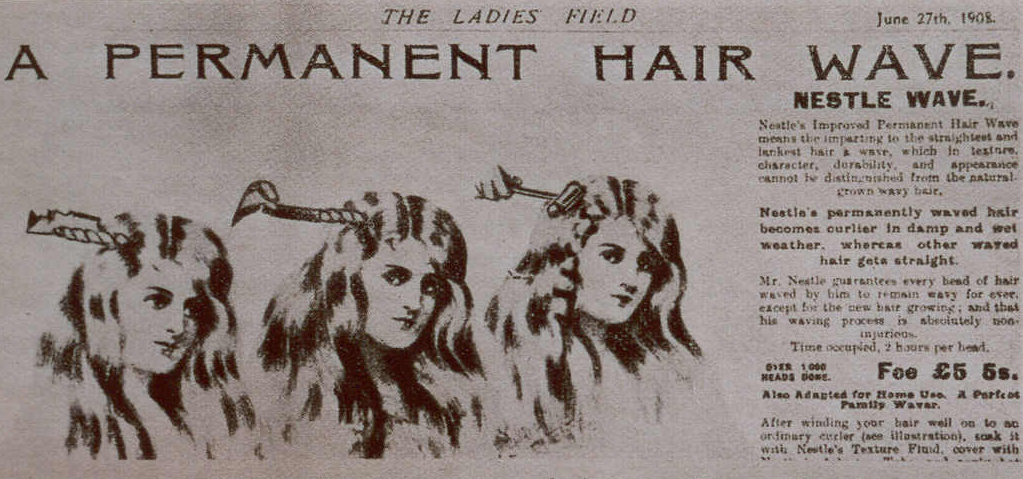
Engelstalige reclame voor het permanent (1908)

Toen Nessler en Laible in Londen waren gaan wonen, had Nessler al snel een kapsalon opgezet in de centrale wijk Marylebone. In 1902 vond hij de kunstwimper uit en kreeg een Brits patent op de wimper. Hij begon ze in 1903 per doosje van een paar te verkopen. In dezelfde periode vond hij de kunstwenkbrauw uit. Intussen experimenteerde Nessler door met het permanent en in 1905 hadden Laible en hij de werkwijze zozeer verbeterd dat klanten een permanent konden nemen.
In Londen bleef Nessler zijn apparaat verbeteren en in Engeland verwierf hij verschillende patenten voor apparaten voor haarverzorging.  Toen de Oorlog in 1914 uitbrak, liep hij echter negatief in de kijker als Duitse staatsburger. De Engelsen onteigenden zijn bezittingen en Nessler besloot naar de Verenigde Staten te vertrekken. Zijn apparaat bleek al door een aantal Amerikanen nagemaakt te worden. Nessler vroeg in 1919 een patent aan om deze namaak tegen te gaan.

## Leven in Amerika
In Amerika gingen de zaken voor Nessler goed. Hij opende eerst een winkel in New York. In eerste instantie waren de bezoekers huiverig om een permanent te laten zetten, maar na een demonstratie met een voormalig klant uit Engeland gingen velen overstag. Hij zou later een keten van salons openen en had zoveel personeel dat hij zelf amper nog hoefde te knippen. Edith Wilson, de vrouw van president Woodrow Wilson zou een klant van hem zijn geweest. In de jaren 1920 was het permanent echt goed aangeslagen en in 1950 zouden 68 miljoen mensen een permanent krijgen.
In 1928 gaf Nessler The Story of Hair: It's Purpose and Preservation uit. Het boek bevatte veel pseudowetenschappelijke en foute beweringen die behoorlijk tegen eugenetica aanschurkten. Ook in de eigen tijd werd het boek al met argwaan bekeken. In dezelfde periode was Nessler ook in een juridische strijd met een ander bedrijf, LeMur, verwikkeld. LeMur zou in overtreding van Nesslers patent op het permanent zijn. Nessler liet zich uiteindelijk voor 1 miljoen dollar en een aantal aandelen uitkopen en het resulterende bedrijf zou de naam Nestle-LeMur Company krijgen. Hij leek in eerste instantie het geld te willen gebruiken om met pensioen te gaan, maar verloor veel geld in de Beurskrach van 1929. Hij was dan ook gedwongen om weer aan het werk te gaan. Hij probeerde nieuwe uitvindingen te doen, maar niets werd zo populair als het permanent. Hij stierf dan ook relatief berooid aan een hartaanval in 1951.